# Röjtökmuzsaj, Győr-Moson-Sopron
Röjtökmuzsaj  este un sat în districtul Sopron, județul Győr-Moson-Sopron, Ungaria, având o populație de 423 de locuitori (2011). 

## Demografie
Componența etnică a satului Röjtökmuzsaj
     Maghiari (98,53%)
     Germani (1,47%)
Componența confesională a satului Röjtökmuzsaj
     Romano-catolici (81,09%)
     Fără religie (8,75%)
     Luterani (1,65%)
     Necunoscută (8,51%)
     Alte religii (0,95%)
Conform recensământului din 2011, satul Röjtökmuzsaj avea 423 de locuitori. Din punct de vedere etnic, majoritatea locuitorilor (98,53%) erau maghiari, cu o minoritate de germani (1,47%).  Din punct de vedere confesional, majoritatea locuitorilor (81,09%) erau romano-catolici, existând și minorități de persoane fără religie (8,75%) și luterani (1,65%). Pentru 8,51% din locuitori nu este cunoscută apartenența confesională.